# Депульпация зуба
Депульпация зуба — это хирургическая операция, которая заключается в удалении пульпы зуба и отделении её от нерва. Основной причиной для проведения данной операции является воспаление пульпы, известное как пульпит, чаще всего развивающееся на фоне запущенного и неконтролируемого кариеса. Удаление пульпы зачастую является вынужденной мерой для избавления пациента от боли и предотвращения дальнейших осложнений.
После депульпации зуб становится «мёртвым», так как в нем прекращаются все естественные процессы, такие как питание, обмен в веществ и регенерация. Однако функция зуба сохраняется, и он может выполнять свою роль в жевательном процессе. Для восстановления целостности полости после удаления пульпы используется специальный пломбировочный материал.
Без проведения этой операции человек может испытывать сильную, постоянную боль в области воспаленного зуба. Операция обычно проводится под местной анестезией, что делает её практически безболезненной для пациента.
Кроме того, появление пульпита может быть связано не только с кариесом, но и с травмами или другими инфекциями, которые приводят к повреждению зубной пульпы.
- Для предотвращения необходимости депульпации рекомендуется вовремя лечить кариес и регулярно посещать стоматолога для профилактических осмотров.